# Nitrobenzen
Nitrobenzen C6H5NO2 je bezbarvá až nažloutlá jedovatá ve vodě málo rozpustná hořlavá kapalina.
Jakožto jedovatá kapalina se může do těla vstřebat i pokožkou – rozpouští tuky. Je to olejovitá kapalina, která voní po hořkých mandlích (stejně jako kyanovodík). Také je základní surovinou pro výrobu anilinu a azobarviv. Vyrábí se oxidací anilinu nebo nitrací benzenu.
Použití:
- Při výrobě anilinových barviv
- v průmyslu tuků a olejů
- zpracování minerálních olejů
- při výrobě výbušnin
- stabilizátor pro plastické hmoty
- důležité rozpouštědlo